# アル・クズ軽機関銃
アル・クズ（アラビア語: القدس、英語: Al-Quds）は、バアス党による統治下のイラク共和国において国有企業のアル・カーディシーヤ機関が製造していた、RPK系統の自動式小火器である。

## 概要
1970年代中頃にバアス党のサッダーム・フセインが権力を確立して以降のイラクでは、それまで輸入に依存していた歩兵用小火器などの調達が見直され、国産化に向けての軍需産業の整備が進められていた。
イラク政府の目標はアル・カーディシーヤ機関の操業開始という形で1980年頃までに一定の実現を果たしたが、これにはユーゴスラビア社会主義連邦共和国が要請に応じてライセンス生産を認め、製造設備を売却したことが多大に影響していた。アル・カーディシーヤ機関で製造可能となったAK系小火器は、イラクの国産とは言っても実質的にツァスタバの製品を現地製造したものであり、分隊支援火器のアル・クズに関してもツァスタバ製のM72B1と殆ど同じ仕様であった。
アル・クズはイラク軍や共和国防衛隊の装備としてイラン・イラク戦争などに投入され、イラク戦争後に再建された新政府下の部隊や民兵組織の人民動員隊でも運用された。なお、2003年にアル・カーディシーヤ機関の工場が有志連合側により制圧されたため、アル・クズの製造業務自体は同年で打ち切られている。

## 特徴

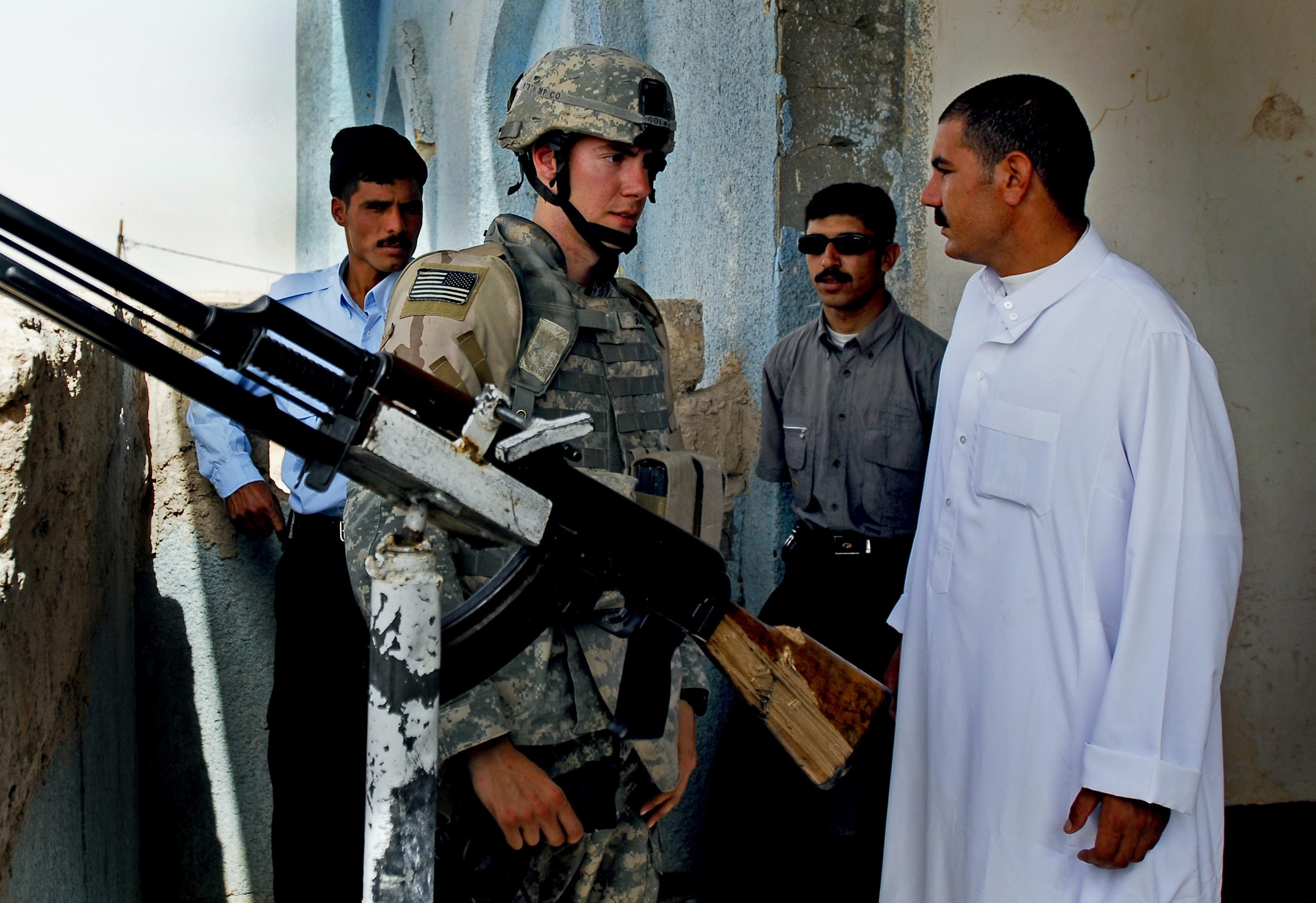
警察施設の防衛用として固定設置されたアル・クズないしM72B1（2006年撮影）

前述の通りアル・クズはM72B1と同等の製品であることから固有の特徴は少なく、差は外見の細部に認められる程度である。
アル・クズの本体はプレス加工の金属製機関部、ゴム素材の肩当て板が取り付けられた木製銃床、合成樹脂製の銃把、U字型の照星覆い、300mまでの固定式照門および100mから1000mの可変式照門などによって構成されている。また、照門基部の右側面には「al Quds」「Cal 7.62x39 mm」の刻印が、左側面にはアラビア文字の刻印とモスクを模した意匠があり、この特徴がM72B1との主な差異となっている。